# AirTran Holdings
AirTran Holdings (NYSE: AAI) — американский авиационный холдинг со штаб-квартирой в городе Орландо (штат Флорида), основным авиаперевозчиком которого является бюджетная авиакомпания США AirTran Airways.

## История
Катастрофа рейса 592 бюджетной авиакомпании ValuJet Airlines вызвала поток негативной информации в американских СМИ и стала главной причиной неплатежеспособности и серьёзных финансовых проблем перевозчика. 11 июля 1997 года ValuJet объявила о своём слиянии с небольшой управляющей компанией AirWays Corp., штаб-квартира которой находилась в городе Орландо (Флорида) и которая принадлежала другой бюджетной авиакомпании AirTran Airways. В ноябре обе компании завершили объединение друг с другом, создав единый авиационный холдинг AirTran Holdings Inc..
6 января 1999 года советов директоров холдинга на должности генерального директора, председателя совета директоров и президента AirTran Holdings был избран Джозеф Леонард.
15 августа 2002 года AirTran Holdings стал публичной компанией, разместив свои акции на Нью-Йоркской фондовой бирже.

### Попытка приобретения Midwest Air Group

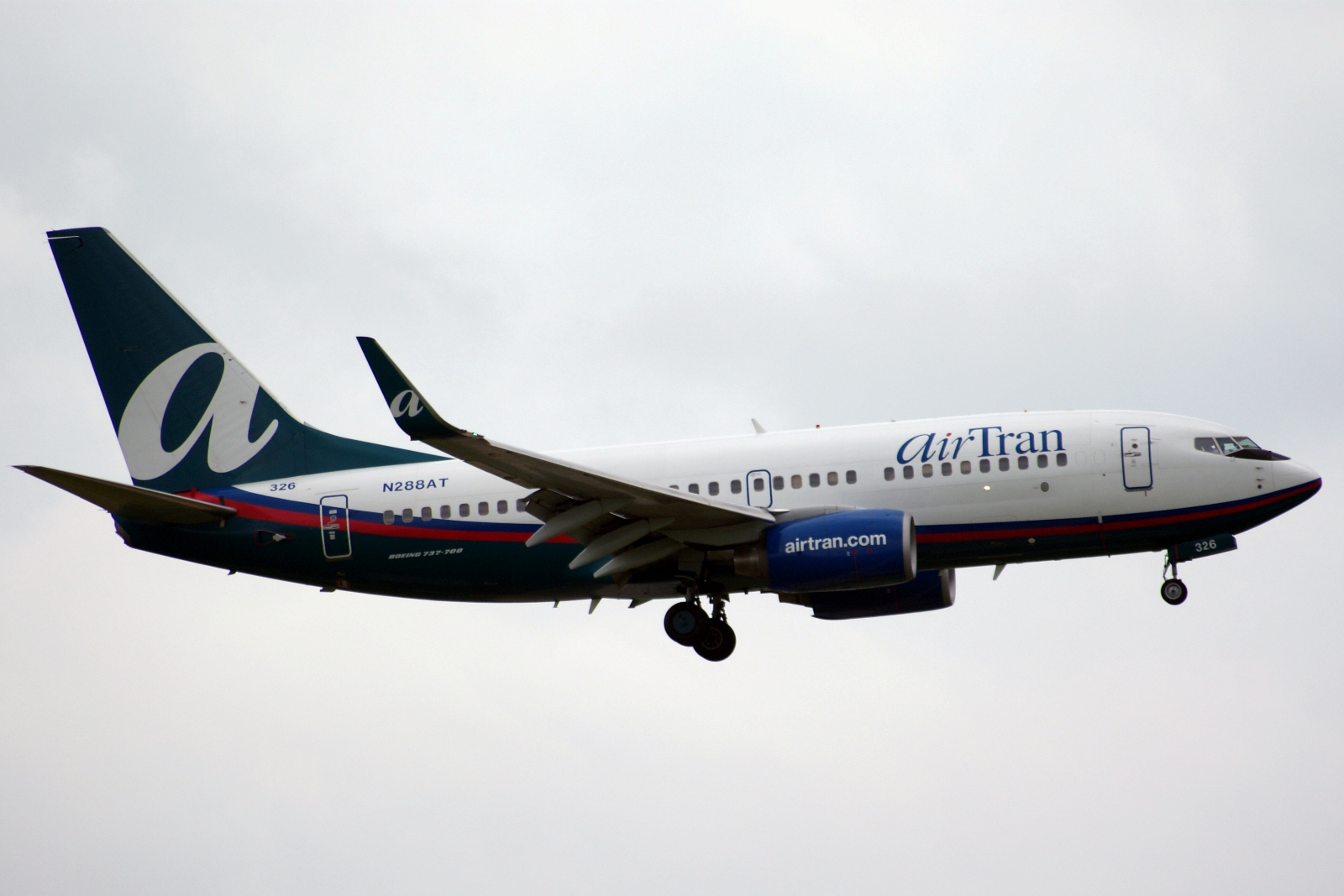
Boeing 737-7BD авиакомпании AirTran Airways в заходе на посадку

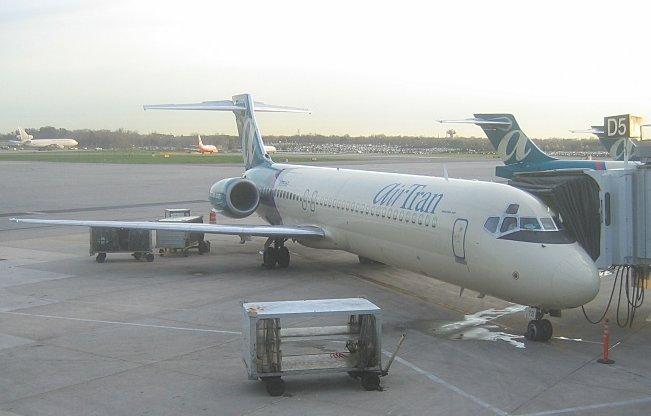
Boeing 717—200 в Международном аэропорту Балтимор/Вашингтон

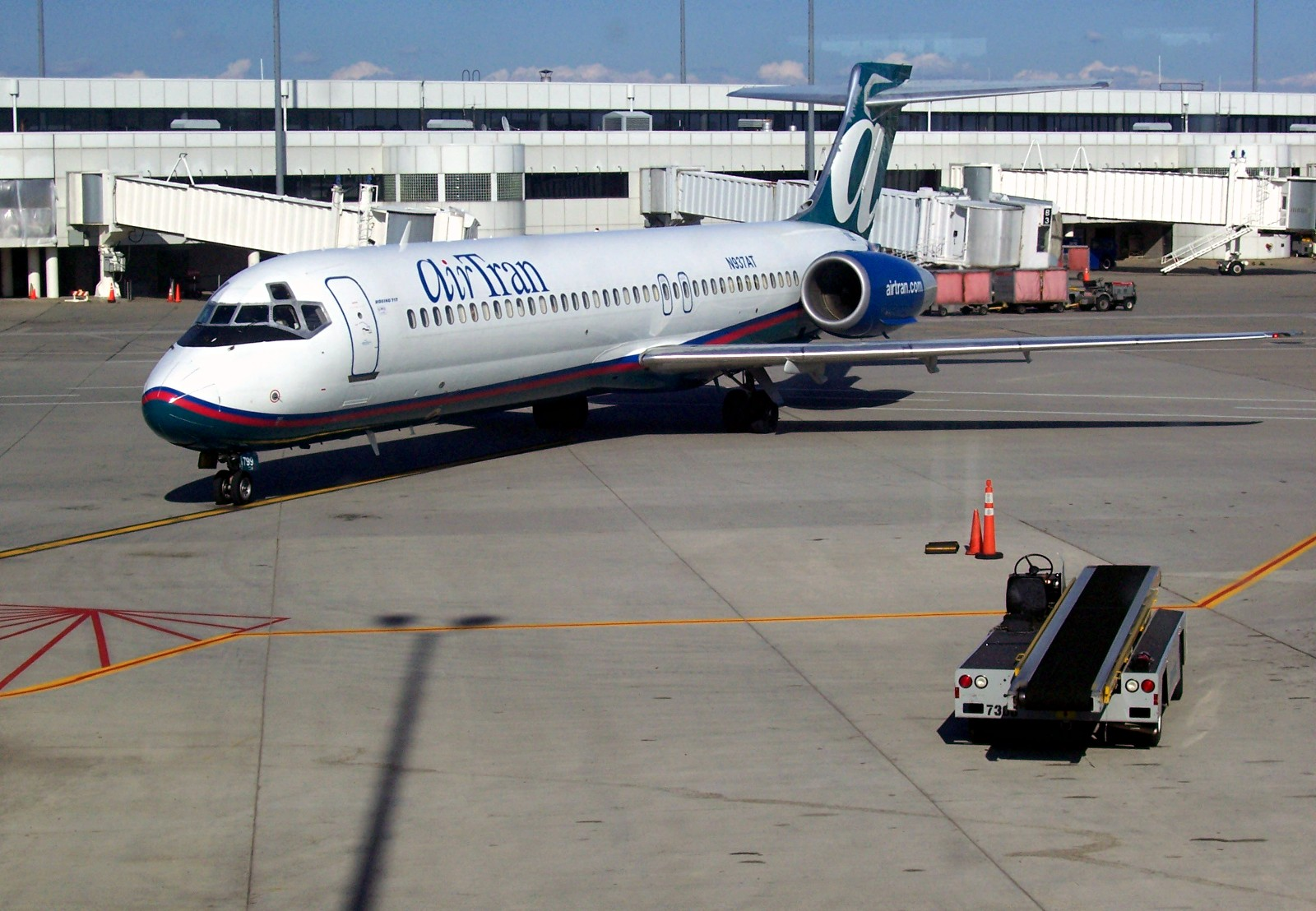
Boieng 717—200 AirTran Airways в Международном аэропорту Большой Рочестер (Гейт A2) после прибытия из Международного аэропорта Балтимор/Вашингтон. Июнь 2009 года

В декабре 2006 года руководство AirTran Holdings опубликовало информацию о том, что год назад в совет директоров авиационного холдинга Midwest Air Group было подано заявление с предложением его покупки и дальнейшему присоединению к группе AirTran Holdings. В холдинг Midwest Air Group на тот момент входили две авиакомпании — Midwest Airlines и Skyway Airlines, работавшие под единой торговой маркой коммерческих перевозок Midwest Connect. Предложение AirTran Holdins было практически сразу отклонено директоратом Midwest Air Group, который также отклонил и аналогичное повторное предложение в конце 2006 года. В декабре 2006 года AirTran Holdins опубликовал информацию об обоих предложениях, тем самым преследуя цель привлечения внимания акционеров Midwest Air Group, которые имели право выйти в совет директоров холдинга с требованием о пересмотре решения по отклонению заявок.
11 января 2007 года AirTran Airways предложил акционерам Midwest Air Group выкупить акции холдинга по цене 13,25 долларов США за каждую выпущенную акцию, рыночная стоимость которой составляла на тот момент 11,25 долларов, при этом общая сумма сделки должна была составить 290 миллионов долларов США. Тем самым AirTran Airways пошёл в обход совета директоров Midwest Air Group, обратившись непосредственно к держателям акций холдинга и предложив за акции цену на 24 процента выше рыночной стоимости. Срок действия предложения AirTran Airways был определён до 11 апреля 2007 года. 2 апреля того же года AirTran подняла ставку предложения до 15 долларов за каждую акцию и генеральный директор холдинга Джо Леонард назвал данную ставку окончательной.
В ответ на коммерческое предложение AirTran Airways совет директоров холдинга Midwest Air Group заявил, что может в любое время увеличить капитализацию компании, поэтому данное предложение является не совсем адекватным сложившемуся рынку. Предыдущие же заявки, согласно пресс-релизу директората, были отклонены вследствие существенной недооценки потенциальным покупателем инфраструктуры Midwest Airlines и не отражали долгосрочные перспективы развития компании, её стратегические планы и наметившийся экономический рост в отрасли авиационных перевозок. Холдинг также опубликовал новый бизнес-план своего развития и подтвердил приверженность прежним приоритетам компании, нацеленным в первую очередь на повышение сервиса обслуживания клиентов.
11 января 2007 года AirTran Holdings увеличил на 18 % по сравнению с предыдущим предложением цену покупки до 345 миллионов долларов США наличными.
2 февраля 2007 года AirTran ещё раз поднял своё коммерческое предложение до 389 миллионов долларов наличными и акциями (9 долларов на каждую акцию Midwest наличными и 0,5842 стоимости торгующейся акции AirTran за каждую акцию Midwest, что на тот момент составляло 15 долларов США за акцию Midwest Air Group). Генеральный директор AirTran Airways вновь заявил, что данное предложение является окончательным.
14 июня 2007 года на ежегодном собрании акционеров Midwest Air Group холдингу AirTran Airways удалось провести в состав совета директоров Midwest троих топ-менеджеров из своего холдинга.
12 августа 2007 года было объявлено о покупке холдинга Midwest Air Group одной из крупнейших в мире инвестиционной группой TPG Capital, в собственности которой находилась одна из основных магистральных авиакомпаний США Northwest Airlines. Тем не менее, два дня спустя AirTran Airways подтвердила актуальность своей заявки на приобретение Midwest и по просьбе акционеров холдинга (согласно пресс-релизу) назначила цену несколько выше цены TPG Capital. Следует отметить, что инвестиционная группа Pequot Capital Management, владевшая в то время 8,8 % собственности Midwest, была недовольна предложением TPG Capital приобретения холдинга за безналичный расчёт, поскольку аналитики группы видели в предложении AirTran Airways сравнительно большие выгоды, особенно в части роста собственных акций AirTran после приобретения холдинга Midwest Air Group. Предложение TPG Capital составляло 16 долларов на акцию Midwest, а последнее предложение AirTran Airways составило 10 долларов наличными на акцию плюс долю в 0,6056 акции AirTran на каждую акцию Midwest, что в сумме на конец 13 августа составило в денежном эквиваленте 16,25 долларов наличными и в акциях на каждую акцию холдинга Midwest Air Group.
В течение двух следующих суток инвестиционная корпорация TPG Capital повысила своё предложение до 17 долларов за акцию и окончательная сделка по приобретению Midwest Air Group состоялась 16 августа 2007 года.

## Дочерние компании
- AirTran Airways — бюджетная авиакомпания;
- Galena Corp. — компания, осуществляющая техническое и сервисное обслуживание воздушных судов. Образова 24 марта 1999 года;.
- Galena Acquisition Corp. — компания, созданная для приобретения холдинга Midwest Air Group[10]